# Jane Bartle-Wilson
Pour les articles homonymes, voir Bartle et Wilson.
Jane Bartle-Wilson (née le 14 février 1951 à Harrogate) est une cavalière britannique de dressage.
Jane Bartle-Wilson est la sœur de Christopher Bartle (en), lui aussi cavalier de dressage.

## Carrière
Jane Bartle-Wilson est membre de l'équipe de Royaume-Uni de dressage de 1982 à 1987. Elle participe aux Jeux olympiques d'été de 1984 avec le cheval Pinocchio.
Bartle-Wilson devient ensuite l'entraîneur de nombreux cavaliers de haut niveau, notamment Karen Straker-Dixon, membre de l'équipe olympique britannique de concours complet aux Jeux olympiques de 1988, 1992, 1996 et 2000. Elle est capitaine de l'équipe britannique de 1993 à 2000.